# Partido del Trabajo
Partido del Trabajo (Arbejderpartiet) er et demokratisk socialistisk politisk parti i Mexico som blev stiftet den 8. december 1990.

## Præsidentkandidater
- (1994): Cecilia Soto
- (2000): Cuauhtémoc Cárdenas Solórzano*
- (2006): Andrés Manuel López Obrador*

- (*) I koalition med PRD